# Hurleg Hu
Hurleg Hu är en sjö i Kina. Den ligger i provinsen Qinghai, i den nordvästra delen av landet, omkring 440 kilometer väster om provinshuvudstaden Xining. Hurleg Hu ligger 2 814 meter över havet. Arean är 55 kvadratkilometer. Den sträcker sig 10,0 kilometer i nord-sydlig riktning, och 8,6 kilometer i öst-västlig riktning.
Genomsnittlig årsnederbörd är 1 354 millimeter. Den regnigaste månaden är juli, med i genomsnitt 377 mm nederbörd, och den torraste är december, med 1 mm nederbörd.